# Halb-Cent-Münze
Die Halb-Cent-Münze (engl. Half Cent Coin) ist eine historische Münze der Vereinigten Staaten mit einem Wert von 1/200 US-Dollar. Sie ist damit die US-Münze mit dem kleinsten Nennwert, die offizielles Zahlungsmittel war. Auf lokaler Ebene waren jedoch auch Wertmarken mit kleineren Nennwert, ab 1/1000 Dollar (Mill) im Gebrauch.

## Geschichte
Als die Vereinigten Staaten 1793 den US-Dollar als eigene Währung einführten, waren unter anderem die Spanischen Real-Münzen als Zahlungsmittel weit verbreitet. Silbergehalt und damit der Wert eines US-Dollars entsprach dem einer üblichen 8-Reales-Münze, die Spanish Dollar genannt wurde. Da jedoch der US-Dollar auf dem Dezimalsystem basiert, hatte eine 1-Real-Münze einen Wert von 0,125 Dollar oder 12,5 Cent. Deshalb wurde eine 1/2-Cent-Münze nötig, um korrekt wechseln zu können.
Obwohl ihre Kaufkraft dem eines heutigen Dimes (0,10 $) entsprach, war sie nie sehr beliebt. Regelmäßig wurde die Produktion unterbrochen, weil Banken und Händler weniger dieser Münzen als erwartet anforderten. Im Volk hatte sie den herablassenden Spitznamen „Half Sister“ (Halbschwester). Die letzten Halb-Cent-Münzen wurden 1857 geprägt. Bestrebungen zur Wiedereinführung Anfang des 20. Jahrhunderts scheiterten, und durch Inflation entfiel schließlich auch der Nutzen.
Wie auch die ersten Large-Cents wurde die Halb-Cent-Münze aus reinem Kupfer hergestellt. Erste Varianten haben die Inschrift „Half Cent“ und „1/200“ auf der Rückseite sowie „Two hundred for a dollar“ (Zweihundert für einen Dollar) im Rand; spätere Varianten nur noch „Half Cent“ und einen glatten Rand. Das Gewicht betrug zunächst 6,74 g bei 22 Millimeter Durchmesser, ab 1795 5,44 g bei 23,5 Millimeter Durchmesser. Die Vorderseite zeigt ein Porträt der Liberty. Anhand der unterschiedlichen Darstellungen werden folgende Typen unterschieden:
- Liberty Cap Half Cent (1793–1797)
- Draped Bust Half Cent (1800–1808)
- Classic Head Half Cent (1809–1836)
- Braided Hair Half Cent (1840–1857)